# Ноксвилл (Айова)
Ноксвилл (англ. Knoxville) — город в США, административный центр округа Марион штата Айова. Население — 7595 человек (2020).

## География
Ноксвилл расположен по координатам 41°19′08″ с. ш. 93°06′09″ з. д. (41.318814, -93.102364). По данным Бюро переписи населения США в 2010 году город имел площадь 11,98 км², вся площадь — суша.

## Демография
| Год переписи | Нас. |  | %±     |
| ------------ | ---- |  | ------ |
| 1860         | 1124 |  | —      |
| 1870         | 800  |  | −28,8% |
| 1880         | 2577 |  | 222,1% |
| 1890         | 2632 |  | 2,1%   |
| 1900         | 3131 |  | 19%    |
| 1910         | 3190 |  | 1,9%   |
| 1920         | 3523 |  | 10,4%  |
| 1930         | 4697 |  | 33,3%  |
| 1940         | 6936 |  | 47,7%  |
| 1950         | 7625 |  | 9,9%   |
| 1960         | 7817 |  | 2,5%   |
| 1970         | 7755 |  | −0,8%  |
| 1980         | 8143 |  | 5%     |
| 1990         | 8232 |  | 1,1%   |
| 2000         | 7731 |  | −6,1%  |
| 2010         | 7313 |  | −5,4%  |
| 2020         | 7595 |  | 3,9%   |

Согласно переписи 2010 года, в городе проживало 7313 человек в 3169 домохозяйствах в составе 1925 семей. Плотность населения составляла 610 человек/км². Было 3527 квартир (294/км²).
Расовый состав населения:
| - 96,9 % — белых - 1,1 % — чёрных или афроамериканцев - 0,5 % — азиатов - 0,3 % — коренных американцев |

К двум или более расам принадлежало 1,0 %. Доля испаноязычных составила 1,9 % всего населения.
По возрастному диапазону население распределялось следующим образом: 24,7 % — лица младше 18 лет, 56,2 % — лица в возрасте 18-64 лет, 19,1 % — лица в возрасте 65 лет и старше. Медиана возраста жителя составила 41,0 лет. На 100 человек женского пола в городе приходилось 93,3 мужчин; на 100 женщин в возрасте от 18 лет и старше — 90,6 мужчин также старше 18 лет.
Средний доход на одно домашнее хозяйство составил 52 649 долларов США (медиана — 41 225), а средний доход на одну семью — 63 048 долларов (медиана — 57 959). Медиана доходов составила 45 463 доллара для мужчин и 34 722 доллара для женщин. За чертой бедности находилось 16,9 % лиц, в том числе 23,3 % детей в возрасте до 18 лет и 8,2 % лиц в возрасте 65 лет и старше.
Гражданское трудоустроенное население составило 3356 человек. Основные отрасли занятости: производство — 26,8 %, образование, здравоохранение и социальная помощь — 22,1 %, искусство, развлечения и отдых — 13,8 %, розничная торговля — 11,8 %.